# Francisco G. Ubieta
Francisco G. Ubieta war ein spanischer Fußballspieler und -trainer in Mexiko.
Ubieta war Spieler und Trainer beim Club España, einem von Spaniern gegründeten Sport- und Gesellschaftsverein in der mexikanischen Hauptstadt. Er wirkte bei der ersten offiziellen Begegnung des Vereins im Rahmen der mexikanischen Meisterschaft mit, die am 6. Oktober 1912 auf dem Sportplatz des Reforma Athletic Club gegen den ebenfalls neu entstandenen Rovers FC ausgetragen wurde.
Obwohl Ubieta im März 1913 zum Mannschaftskapitän gewählt wurde, erscheint sein Name in keinem Spielerkader der Meistermannschaften des Club España, wohl aber als Meistertrainer in den Spielzeiten 1913/14 und 1914/15.

## Erfolge als Trainer
- Mexikanischer Meister: 1914 und 1915
- Mexikanischer Pokalsieger: vermutlich 1915